# Музей історії міста Харцизька
Музей історії міста Харцизька— музей заснований у 1967 році у в місті Харцизьк.

## Історія
Музей засновано 4 листопада 1967 року як відділ Донецького обласного краєзнавчого музею.
З 1971 року носить звання народного музею.
З 1991 року працює самостійно.

## Колекція
У колекції музею існують предмети від найдавніших часів до сучасного періоду.
У музеї 7 залів:
- У першому залі розповідається про історію краю до початку XX століття. У залі є зразки останків тварин, знарядь праці, одягу, рушників.
- У другому — розповідається історія Харцизька з початку 20 століття до 1980 років.
- Третій - присвячений В. Ф. Шалімову.
- Четвертий зал оповідає про історію міста з 1980 років до сучасного періоду.
- 3 виставкові зали, в яких представлені виставки, присвячені сучасному Харцизьку і подіям афганської війни.

Музей пишається такими своїми експонатами: гарматою, зробленою в 1870 ріку і використовуваною для сигналів, ковдрою 1880 ріка, зубами та кістками мамонтів.